# 10 000 mètres masculin aux Jeux olympiques d'été de 1964
Navigation
Rome 1960 Mexico 1968
L'épreuve du 10 000 mètres masculin aux Jeux olympiques de 1964 s'est déroulée le 14 octobre 1964 au Stade olympique national de Tokyo, au Japon.  Elle est remportée par l'Américain Billy Mills.

## Résultats

### Finale
| Rang               | Athlète                 | Pays                       | Temps         | Notes |
| ------------------ | ----------------------- | -------------------------- | ------------- | ----- |
| Médaille d'or      | Billy Mills             | États-Unis                 | 28 min 24 s 4 | OR    |
| Médaille d'argent  | Mohammed Gammoudi       | Tunisie                    | 28 min 24 s 8 |       |
| Médaille de bronze | Ron Clarke              | Australie                  | 28 min 25 s 8 |       |
| 4                  | Mamo Wolde              | Éthiopie                   | 28 min 31 s 8 |       |
| 5                  | Leonid Ivanov           | Union soviétique           | 28 min 53 s 2 |       |
| 6                  | Kōkichi Tsuburaya       | Japon                      | 28 min 59 s 3 |       |
| 7                  | Murray Halberg          | Nouvelle-Zélande           | 29 min 10 s 8 |       |
| 8                  | Tony Cook               | Australie                  | 29 min 15 s 8 |       |
| 9                  | Gerry Lindgren          | États-Unis                 | 29 min 20 s 6 |       |
| 10                 | Franc Cervan            | Yougoslavie                | 29 min 21 s 0 |       |
| 11                 | Siegfried Herrmann      | Équipe unifiée d'Allemagne | 29 min 27 s 0 |       |
| 12                 | Henri Clerckx           | Belgique                   | 29 min 29 s 6 |       |
| 13                 | Jean Fayolle            | France                     | 29 min 30 s 8 |       |
| 14                 | Teruo Funai             | Japon                      | 29 min 33 s 2 |       |
| 15                 | Jean Vaillant           | France                     | 29 min 33 s 6 |       |
| 16                 | József Sütő             | Hongrie                    | 29 min 43 s 0 |       |
| 17                 | Josef Tomas             | Tchécoslovaquie            | 29 min 46 s 4 |       |
| 18                 | Ron Hill                | Royaume-Uni                | 29 min 53 s 0 |       |
| 19                 | Pal Benum               | Norvège                    | 30 min 00 s 8 |       |
| 20                 | Siegfried Rothe         | Équipe unifiée d'Allemagne | 30 min 04 s 6 |       |
| 21                 | Michael Bullivant       | Royaume-Uni                | 30 min 12 s 0 |       |
| 22                 | Fergus Murray           | Royaume-Uni                | 30 min 22 s 4 |       |
| 23                 | Barry Magee             | Nouvelle-Zélande           | 30 min 32 s 0 |       |
| 24                 | Ron Larrieu             | États-Unis                 | 30 min 42 s 6 |       |
| 25                 | Pyotr Bolotnikov        | Union soviétique           | 30 min 52 s 8 |       |
| 26                 | Bruce Kidd              | Canada                     | 30 min 56 s 4 |       |
| 27                 | Artur Hannemann         | Équipe unifiée d'Allemagne | 30 min 56 s 6 |       |
| 28                 | Watanabe Kazumi         | Japon                      | 31 min 00 s 6 |       |
| 29                 | Ranatunge Karunananda   | Ceylan                     | 32 min 21 s 2 |       |
|                    | Pascal Mfyomi           | Tanzanie                   | DNF           |       |
|                    | Naftali Temu            | Kenya                      | DNF           |       |
|                    | János Pintér            | Hongrie                    | DNF           |       |
|                    | Jim Hogan               | Irlande                    | DNF           |       |
|                    | Muharrem Dalkılıç       | Turquie                    | DNF           |       |
|                    | Andrei Barabaș          | Roumanie                   | DNF           |       |
|                    | Fernando Aguilar        | Espagne                    | DNF           |       |
|                    | Mohamed Hadheb Hannachi | Tunisie                    | DNF           |       |
|                    | Nikolay Dutov           | Union soviétique           | DNF           |       |

## Légende
Records et Performances
- AR : Record continental (area record)
- CR : Record des championnats (championship record)
- MR : Record du meeting (meet record)
- NR : Record national (national record)
- OR : Record olympique (olympic record)
- PR : Record paralympique (paralympic record)
- PB : Record personnel (personal best)
- SB : Meilleure performance personnelle de la saison (season's best)
- WL : Meilleure performance mondiale de l'année (world leader)
- WJR : Record du monde junior (world junior record)
- WR : Record du monde (world record)

Circonstances et Conditions
- DNF : N'a pas terminé (did not finish)
- DNS : N'a pas pris le départ (did not start)
- DQ : Disqualification (disqualification)
- NM : Aucun essai valable enregistré (No Mark)
- Q : Qualifié « directement » au prochain tour (ou à la prochaine compétition), lors d'une compétition majeure, grâce au classement ou à la réalisation des minima (automatic qualifier)
- q : Qualifié au prochain tour (ou à la prochaine compétition), lors d'une compétition majeure, grâce au repêchage ou à la réalisation de l'une des meilleures performances parmi celles des « non qualifiés directement » (grâce au meilleur temps ou à la meilleure distance par exemple) (secondary qualifier)